# 경복궁 풍기대
경복궁 풍기대(景福宮風旗臺)는 풍향과 풍속을 관측하기 위해 깃발을 설치하였던 석대(石臺)이다. 높이 224.3cm의 화강석으로 상 모양의 하부 대석 위로 구름무늬가 조각된 8각 기단, 그 위로 깃대를 꽂았던 구멍이 나 있다. 이 풍기대는 창경궁 풍기대(昌慶宮風旗臺)와 함께 조선시대 농업기상학의 발전상황을 실증하는 자료로 평가된다. 1985년 8월 9일 대한민국의 보물  제847호로 지정되었다.

## 특징
화강암을 다듬어서 아래에 상을 조각한 대를 놓고, 그 위에 구름무늬를 새긴 8각 기둥을 세운 모양이다. 8각형 맨 위의 중앙에는 깃대를 꽂는 구멍이 있고, 그 아래 기둥 옆으로 물이 고이지 않게 배수구멍을 뚫었다. 깃대 길이는 확실치 않고, 깃대 끝에는 좁고 긴 깃발을 매어 그날리는 방향으로 풍향을 재고 나부끼는 정도로 바람의 세기를 알아냈다.

## 같이 보기
- 창경궁 풍기대
- 풍기

## 참고 자료
- 경복궁 풍기대 - 국가유산청 국가유산포털
- 본 문서에는 서울특별시에서 지식공유 프로젝트를 통해 퍼블릭 도메인으로 공개한 저작물을 기초로 작성된 내용이 포함되어 있습니다.